# Léon Petizon
Léon Petizon, né le 12 octobre 1920  à Lepuix (Territoire de Belfort) et mort le 17 juin 1973 à Amboise (Indre-et-Loire), est un artiste-peintre et poète français. Il fut également résistant durant la Seconde Guerre mondiale.

## Biographie
Léon Petizon est né le 12 octobre 1920 à Lepuix (Territoire de Belfort). Son père est exploitant forestier. Il l'inscrit au Lycée de Belfort en qualité de pensionnaire. Léon Petizon est remarqué pour ses talents artistiques car il excelle en dessin et écrit des poèmes, ce qui amènera Gilbert Bourland à l'encourager et il décidera de le prendre sous son aile. Après son bac il envisage des études de médecine à Nancy mais la Seconde Guerre mondiale change ses projets. Il participera aux mouvements de la Résistance française durant celle-ci. 
La guerre terminée, il rejoint son village natal et s'occupe de l'exploitation forestière de son père jusqu'en 1958, date à laquelle il décide de se consacrer uniquement à la peinture et à la poésie. Il crée un Salon d'Art en 1963 dans sa maison natale pour y présenter ses œuvres sur les conseils de Léon Delarbre, conservateur du Musée de Belfort, et accueille ses amis artistes qui peuvent ainsi disposer de cimaises spacieuses. 
Il organise les manifestations artistiques de la Société des Poètes et Artistes de France (SPAF) dont le Président est Henry Meillant. Il participe activement aux travaux de l'Académie Berrichonne sous la présidence de M. Penin. La Galerie Daumesnil à Paris accueille ses œuvres en permanence jusqu'à son décès. 
Pour se rapprocher de la capitale, Léon Petizon quitte le Territoire de Belfort pour s'installer en Val de Loire à Pocé-sur-Cisse et poursuivre ses activités artistiques. Il assume la fonction de Président de l'École de la Loire à Blois et conjointement il devient co-directeur artistique de la Vieille Halle de Bracieux proche du château de Chambord. Avec Mademoiselle Lagravère, l'âme du lieu et Monsieur Jardel, maire de la commune, il est à l'origine du Grand Prix de la Vieille Halle. 
À Amboise il organise les expositions de la SPAF. Il devient un élu de sa commune de Pocé-sur-Cisse et le stade de football portera son nom. Ses activités au service des artistes et des sportifs ne nuisent en rien à sa créativité et sa production artistique s'enrichit de ses rencontres.
Son épouse, Marguerite Petizon Baltzinger, a été sa muse et l'a accompagné dans toutes ses activités. 
Il meurt à l'hôpital d'Amboise le 17 juin 1973.

## Artiste-peintre et poète
Léon Petizon a exercé plusieurs activités au cours de sa vie. Il a notamment été artiste-peintre en s'illustrant localement dans plusieurs mouvements artistiques tels que le figuratif puis l'abstrait pour finir avec le post expressionnisme.
Plus tard, il s'est également adonné à la poésie en signant trois œuvres poétiques entre 1961 et 1964 (voir rubrique Œuvres poétiques).

## Distinctions
Léon Petizon a reçu de nombreux prix, décorations et titres honorifiques au cours de sa vie, de son engagement civique et de ses activités artistiques.
Les médailles et distinctions ont été remises au Musée d'Arts et d'Histoire de Belfort.
| Date d'obtention | Distinction reçue |
| ---------------- | --- |
| 1960             | Diplôme de l'académie berrichonne - La grange aux dimes - Bourges Chevalier du Mérite National Français |
| 1962             | Grand prix de la réforme de la presse - Syndicat des journalistes et écrivains |
| 1963             | Prix IBAIA. Galerie Marcel Bernheim - Paris Prix de la Ballade française des jeux floraux du Puy-de-Dôme, Poème primé : « Ballade des gitans ». [réf. nécessaire] Membre du Conseil mondial de la culture [réf. nécessaire] |
| 1964             | Grand prix de la Côte Basque - Bayonne Médaille d'argent « Arts Sciences Lettres » Docteur Honoris Causa de l'université de Sheffield                                                                                       |
| 1968             | Prix d'honneur de la Ville de Bordeaux |
| 1969             | Mention très honorable du concours littéraire de Bordeaux Médaille de bronze du Mérite Civique |
| 1971             | Médaille d'argent de la Ville de Bordeaux Prix d'honneur du Cercle international « Pensées et Arts français » |
| 1972             | Prix Alphonse Daudet, Poème primé : « Le vent qui dit tout » (disque) [réf. nécessaire] 1er prix de peinture ex-æquo de la Vieille Halle de Bracieux                                                                        |

## Musées et collections publiques
Les œuvres de Léon Petizon ont fait l'objet d'expositions dans des musées et collections publiques en Franche-Comté et dans le Centre-Val de Loire. L'artiste et ses œuvres ont fait l'objet de plusieurs expositions au cours de sa vie puis à titre posthume.
De son vivant : Musée d'Arts et d'Histoire de Belfort (Ter de Belfort) en 1958, Strasbourg et Colmar en 1961, Clermont-Ferrand en 1963, Paris en 1963 et 1966. Œuvres au musée de Belfort, dont Soleil sur le coteau (1964).
À titre posthume : Paris - Centre international des Arts contemporains en 1984, Génève - Galerie « Metropolis International » en 1984. Blois - Exposition du 27 janvier au 27 Février 2000 à la Maison du Loir-et-Cher[réf. nécessaire]. Belfort-Héricourt-Montbéliard en 2018.
Certaines de ces œuvres appartiennent aujourd'hui à la commune de Lepuix, commune natale du peintre, qui dispose de 53 pièces offertes par la famille parmi lesquelles : Fatum, Portrait, La cravate, Hommage à Daumier, Le village rouge, Au pied des Vosges, L'hiver arrive, La belle du manoir, Nature morte, Les secrets de mon village, Espérance, Cabane au pied des Vosges, La montagne accouche..., L'hiver en Alsace, Attelage au repos, Le ballet des poissons, Impression, Portrait de famille, La couvée, Mélusine, Biquettes, L'esprit des sapins, Sous-bois, Il a neigé, Bouquet d'amour, Saint-Christophe Belfort, Un peu de vaisselle, Nativité, Bord de mer, La vie qui passe...

## Collections particulières

### Clin d'œil: un singulier bestiaire (huiles sur toile, 1967-1969)

#### Les portraits

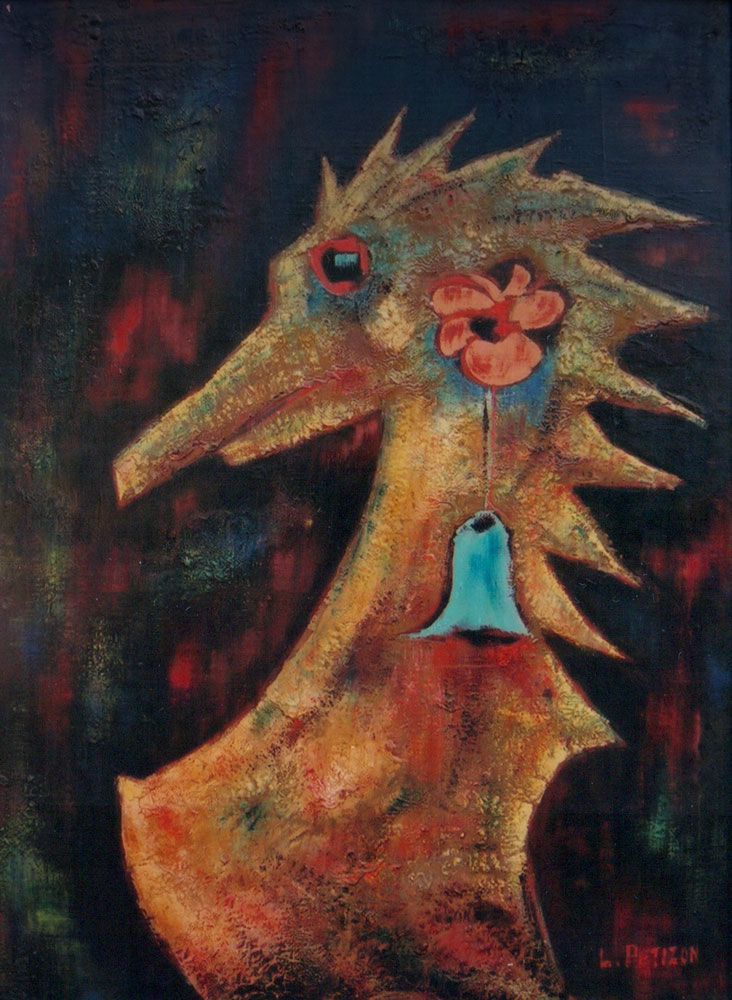
"Précieuse", huile sur toile 1967-1969
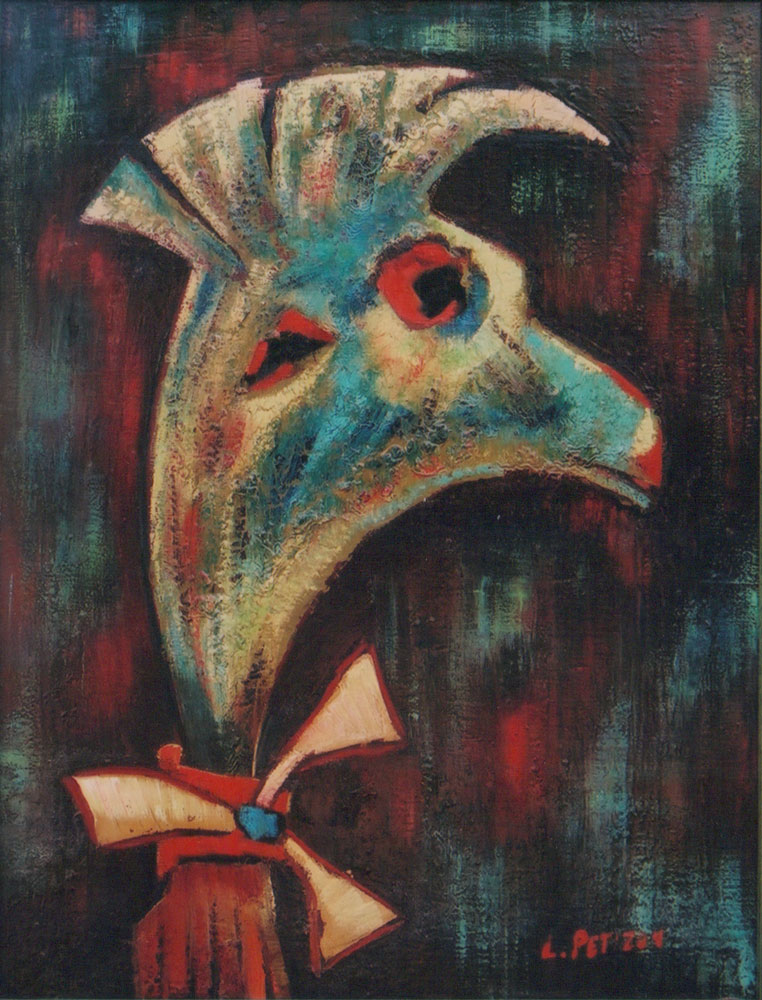
"Vanité", huile sur toile 1967-1969
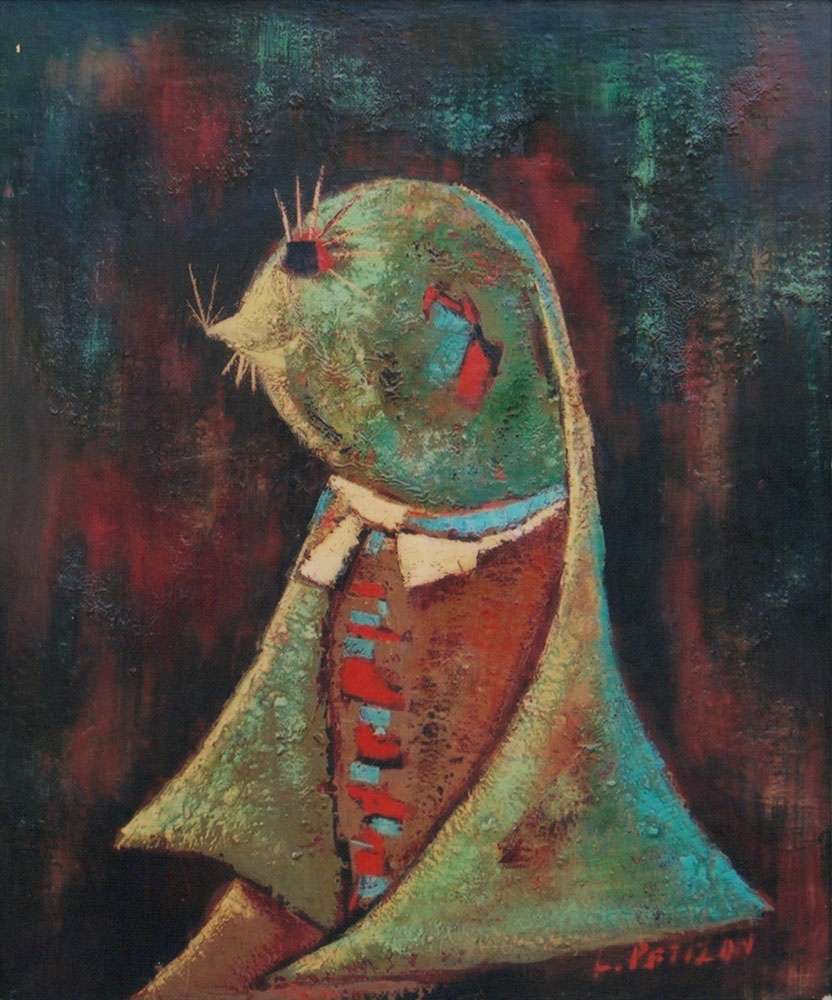
"Fortune", huile sur toile 1967-1969
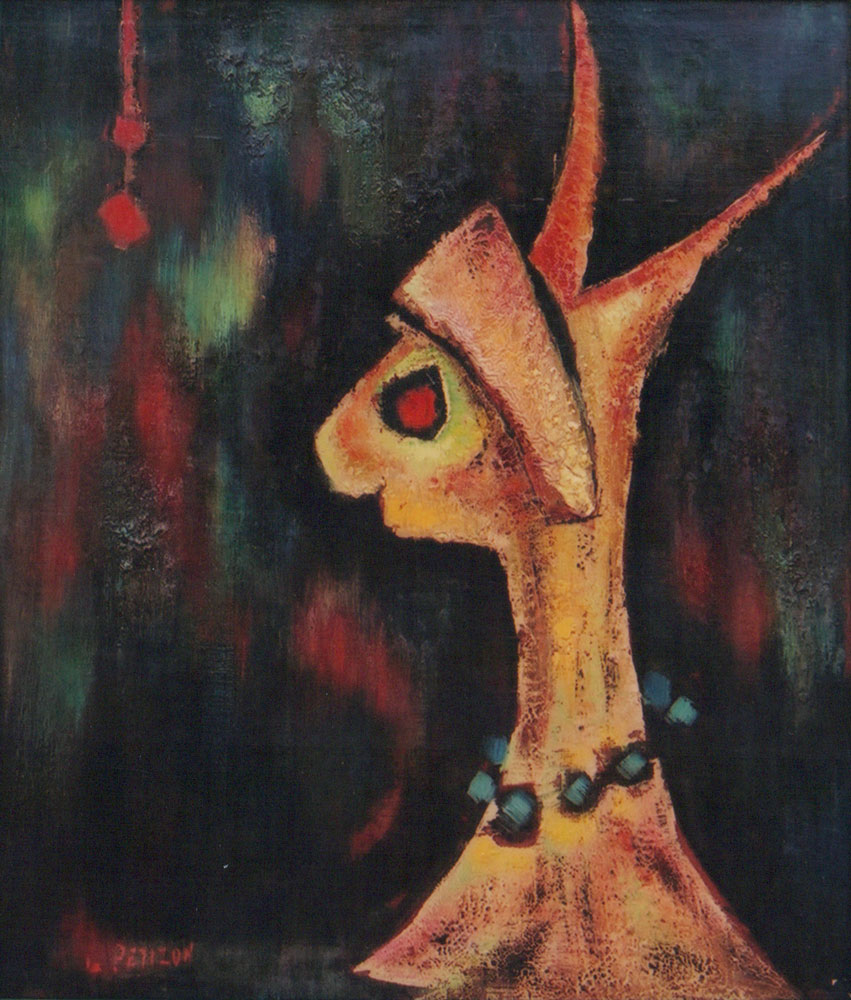
"Talent ?", huile sur toile 1967-1969
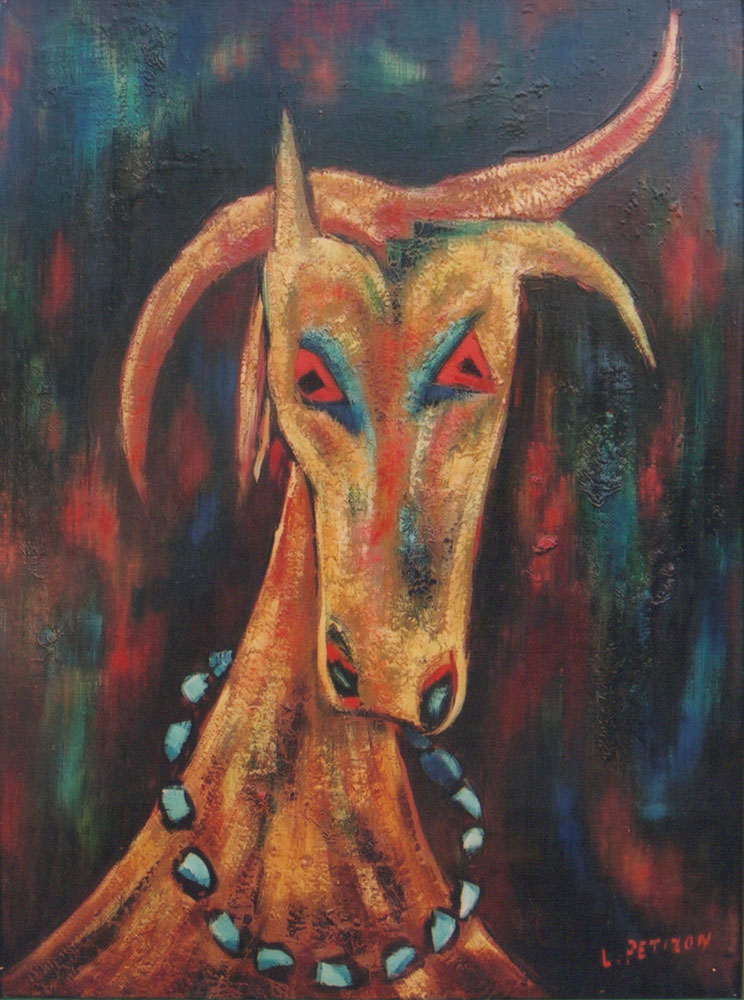
"Richesse", huile sur toile 1967-1969
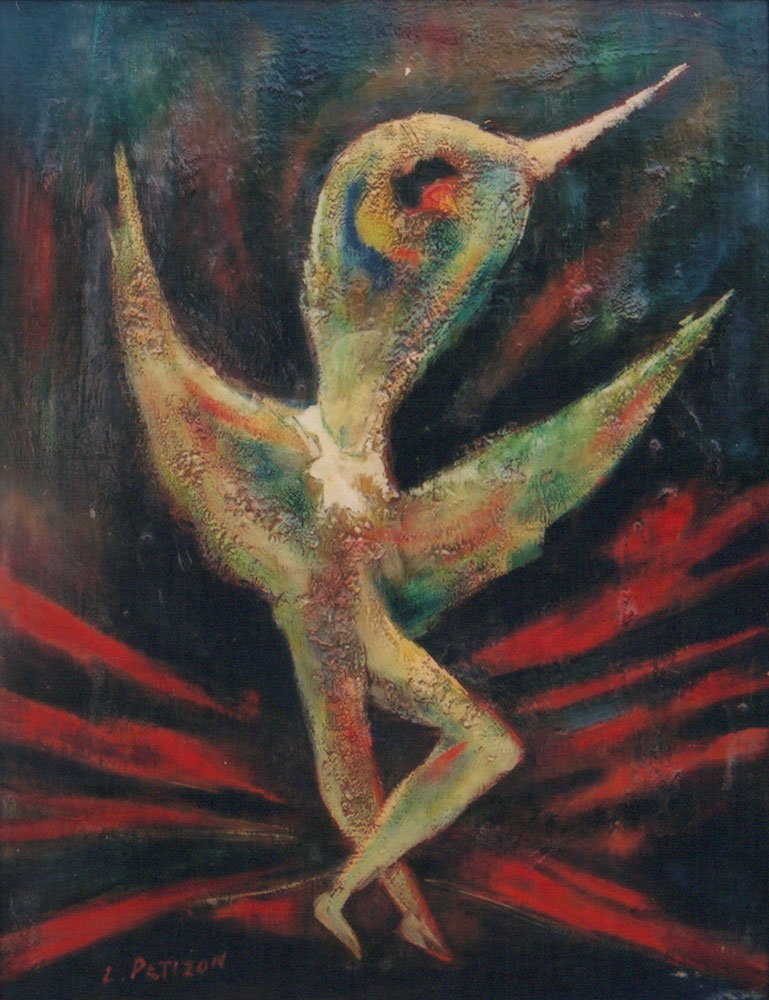
"Indifférent", huile sur toile 1967-1969
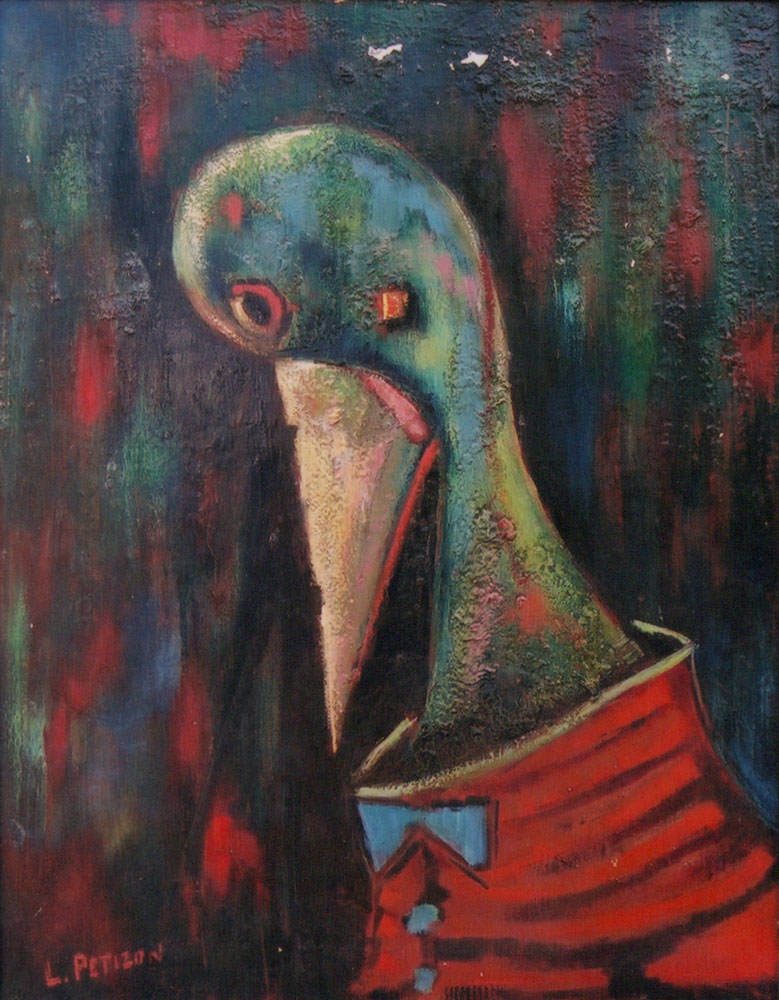
"Curieux", huile sur toile 1967-1969
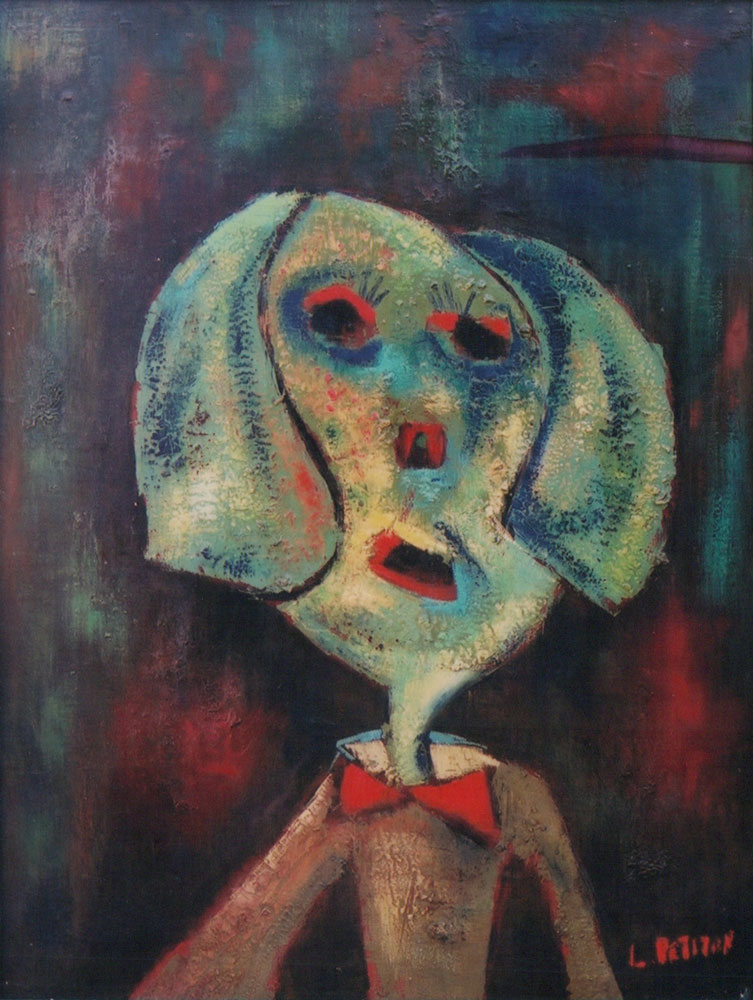
"Surprise", huile sur toile 1967-1969
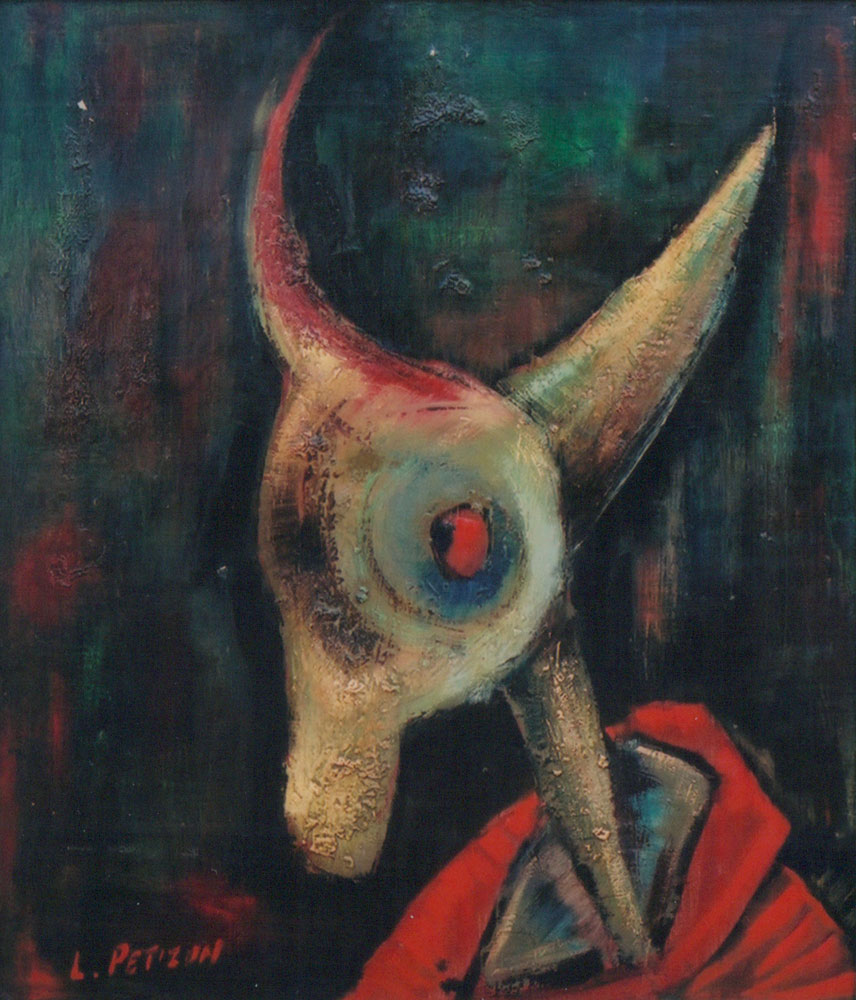
"Alors ?", huile sur toile 1967-1969
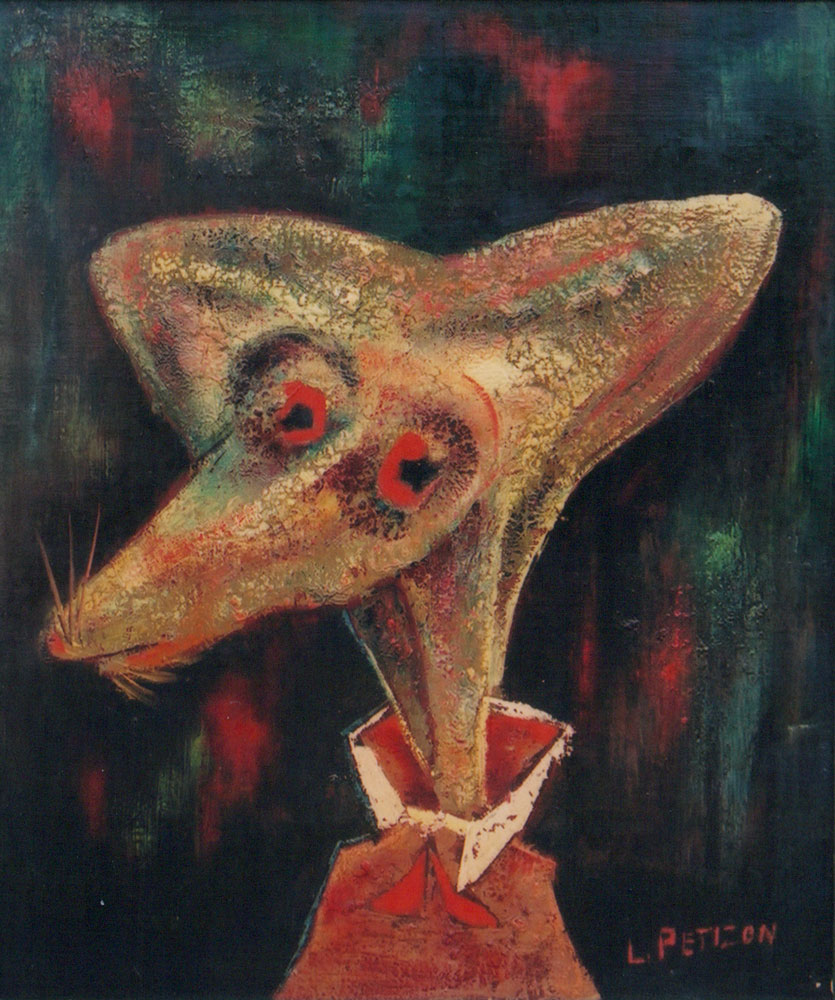
"Rusé", huile sur toile 1967-1969
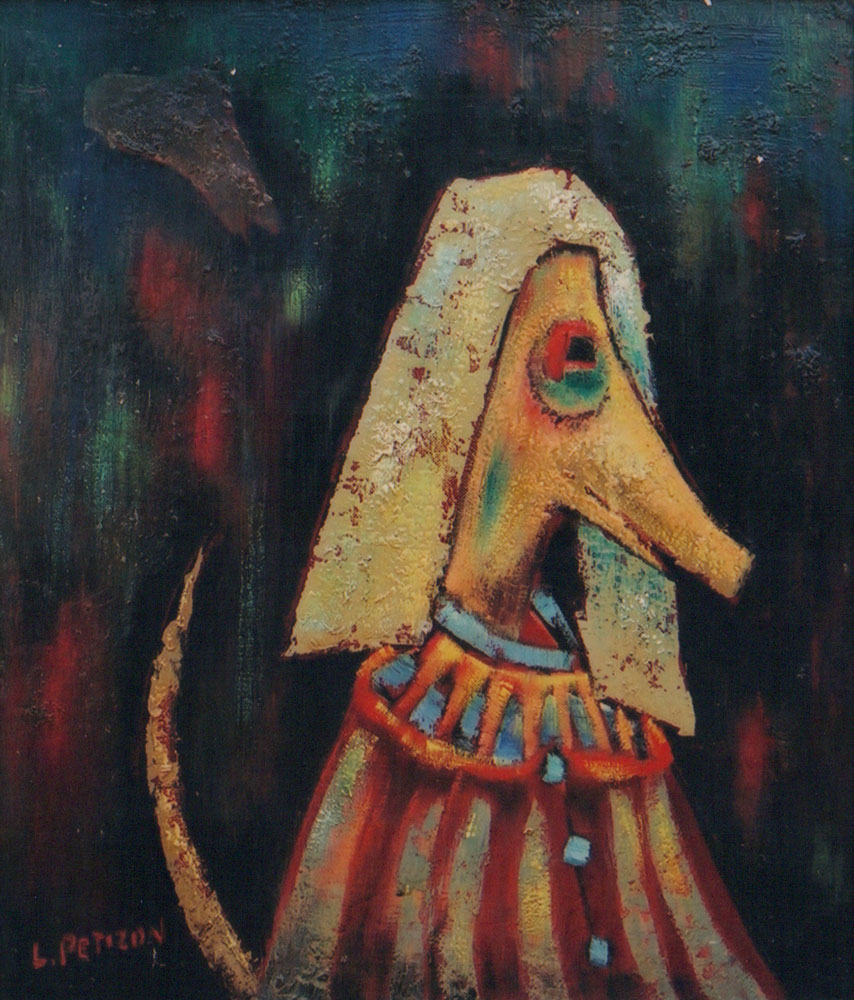
"Habile", huile sur toile 1967-1969
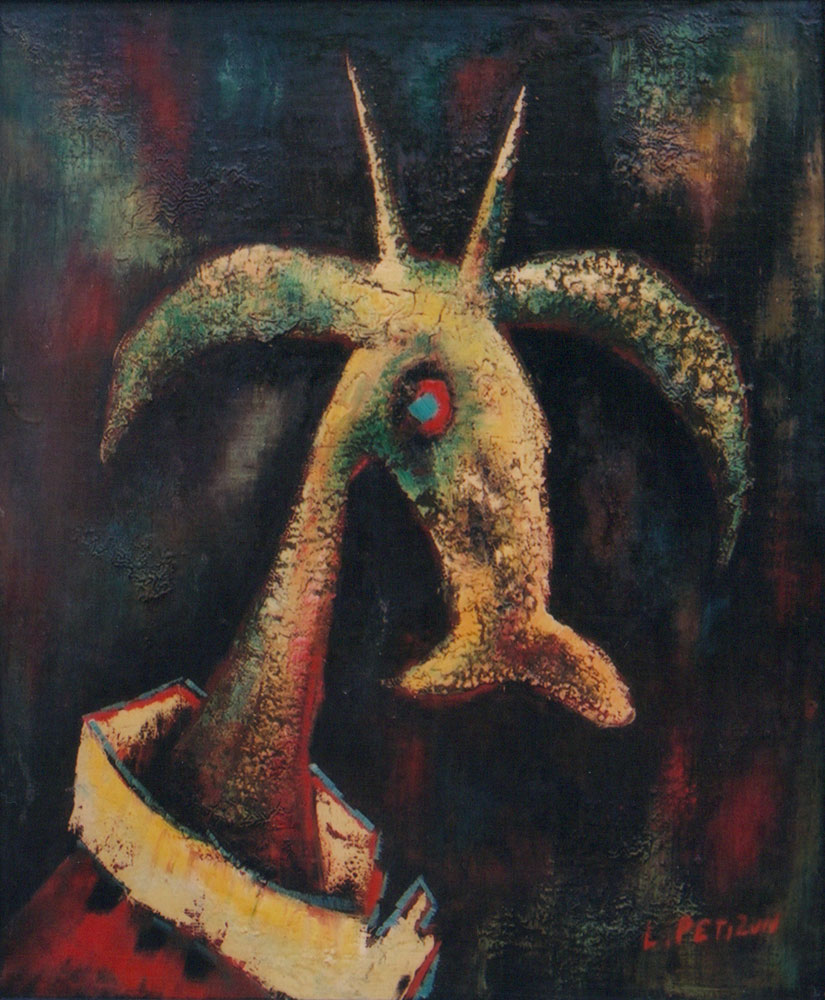
"Mouchard", huile sur toile 1967-1969
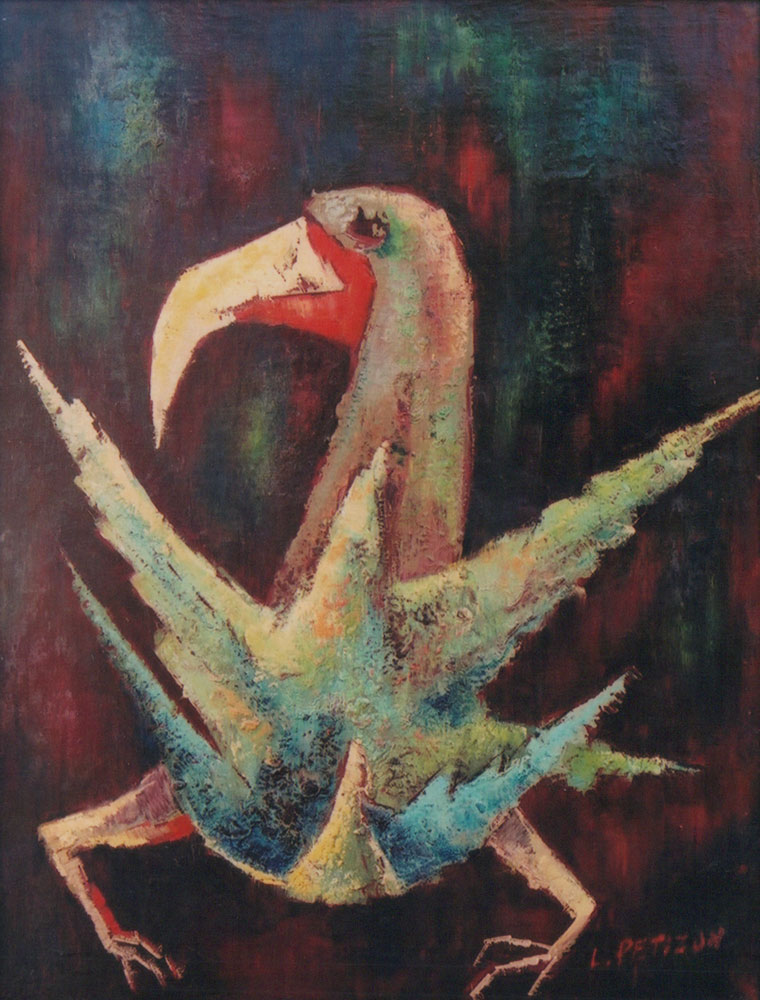
"Orgueil", huile sur toile 1967-1969
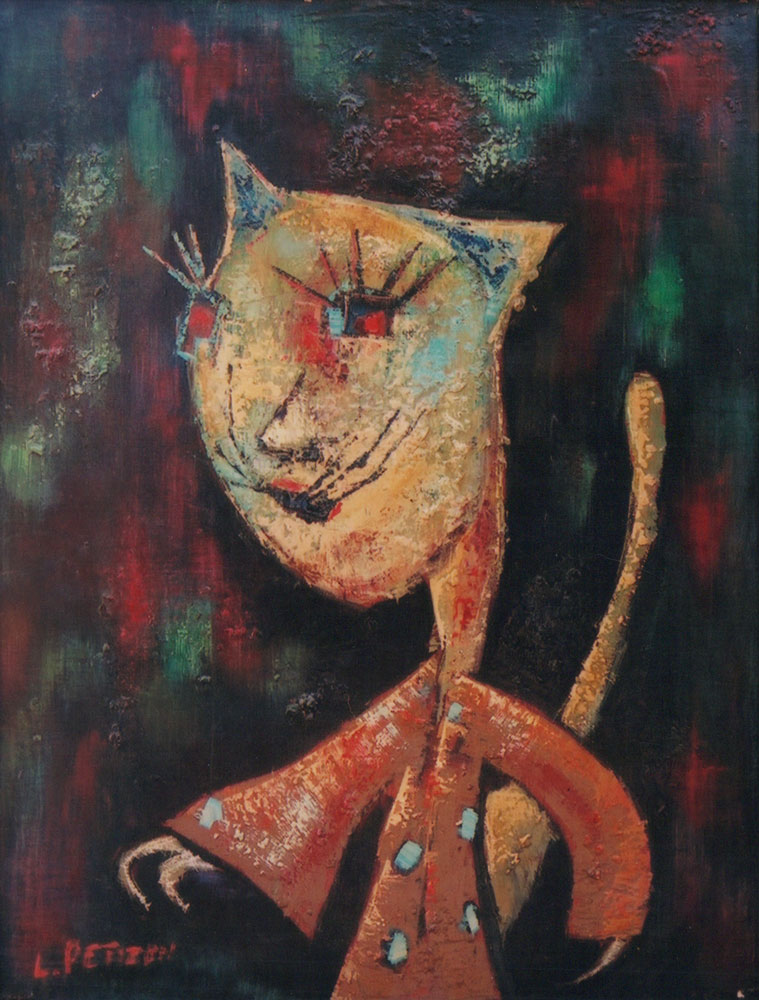
"Grippe-sou", huile sur toile 1967-1969
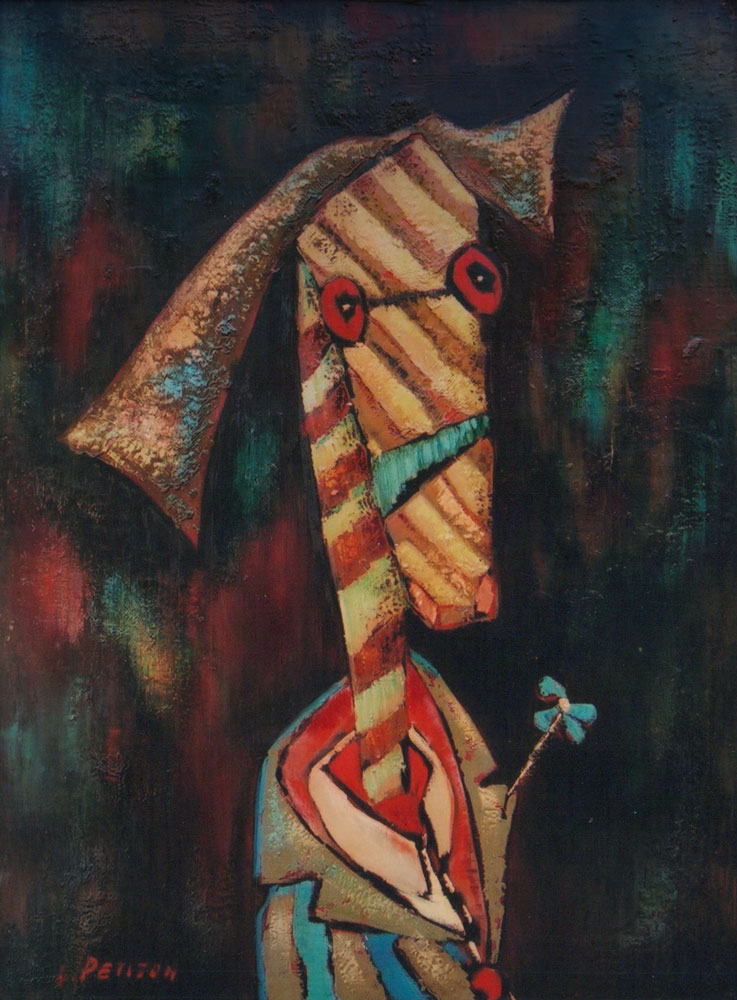
"Chéri chéri", huile sur toile 1967-1969
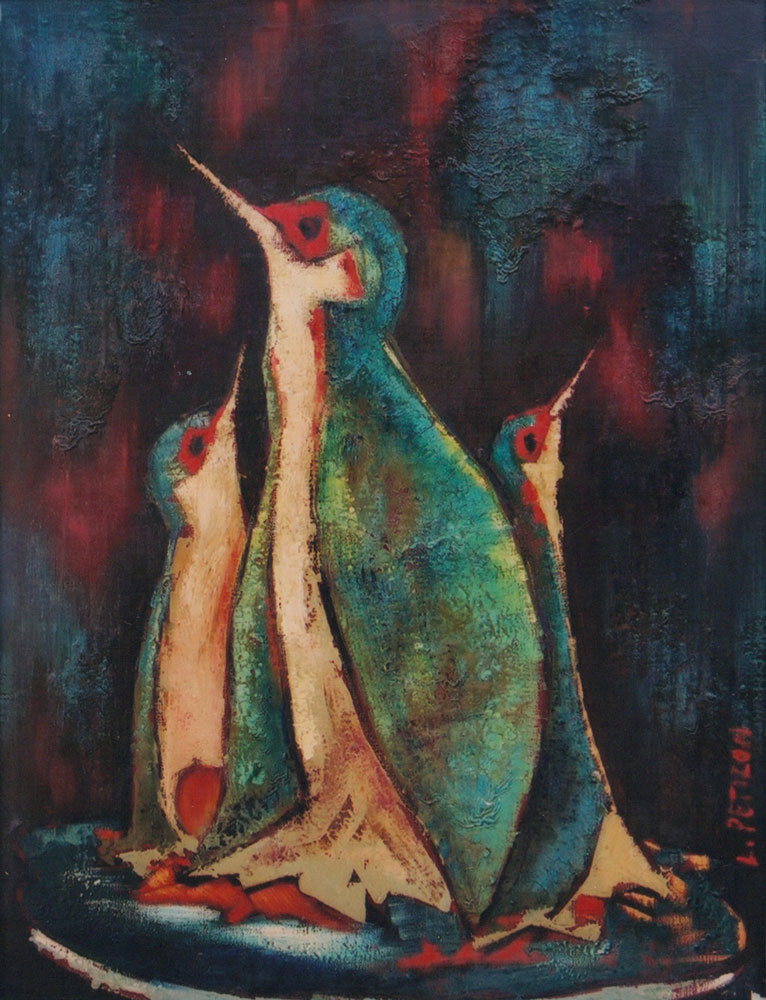
"Familia", huile sur toile 1967-1969
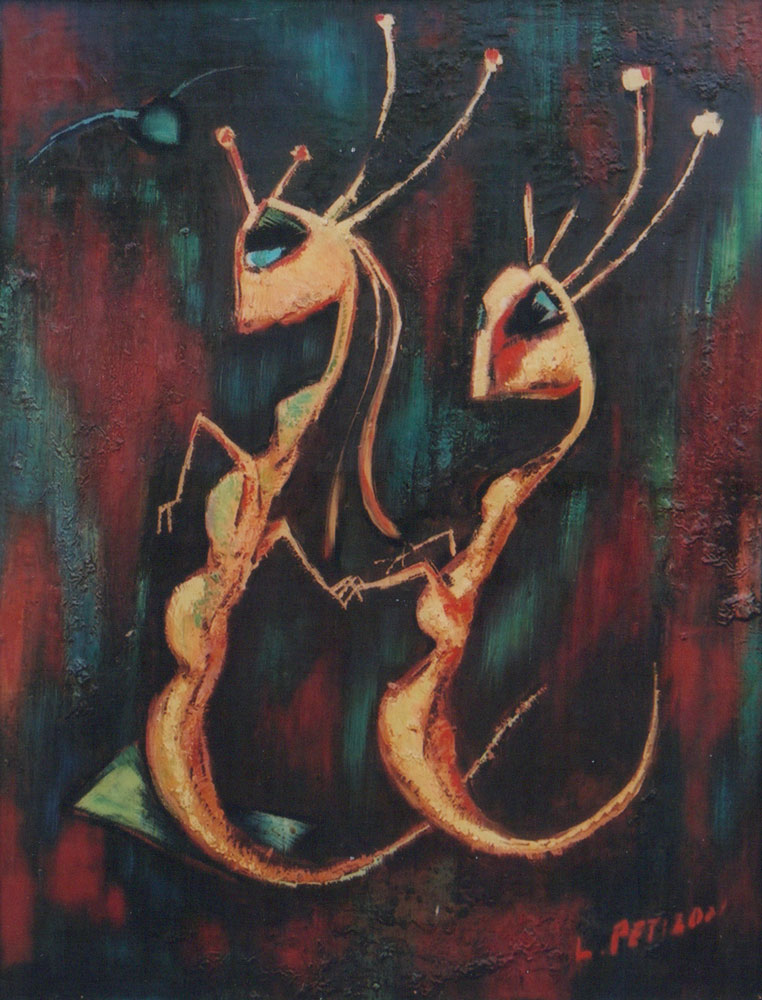
"Charmantes", huile sur toile 1967-1969

#### Ils vivent comme ça

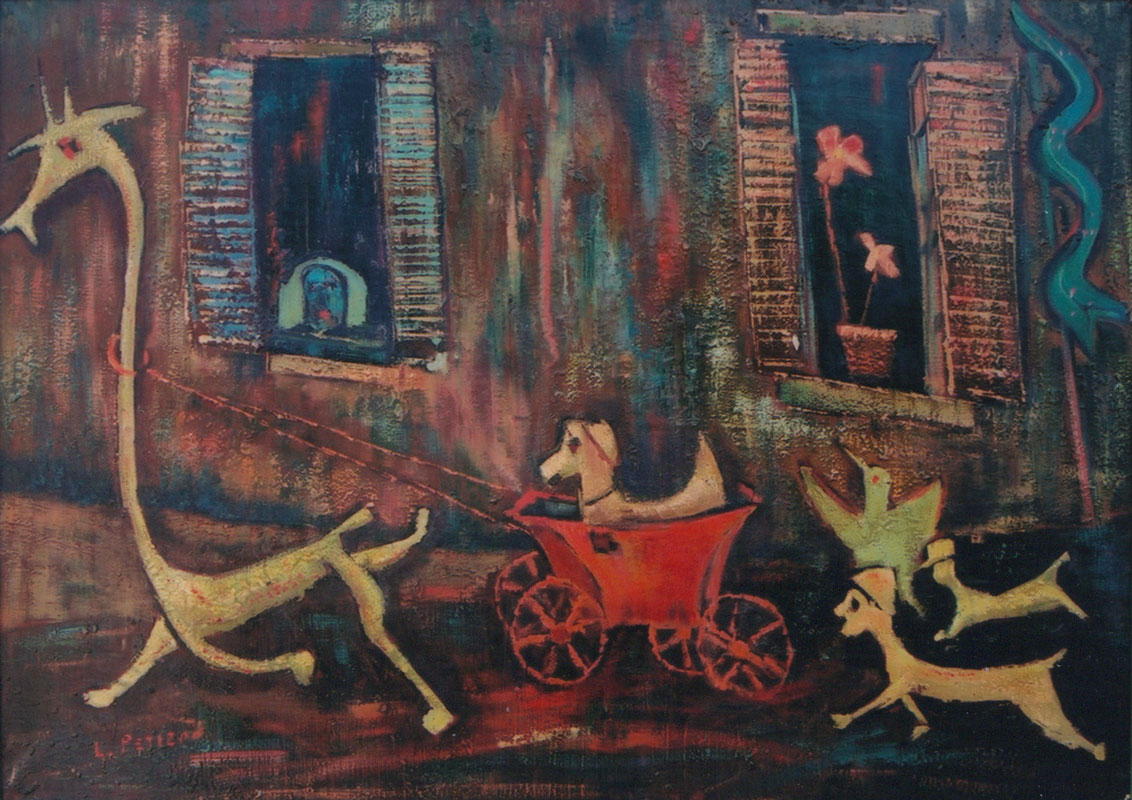
"Dans la rue", huile sur toile 1967-1969
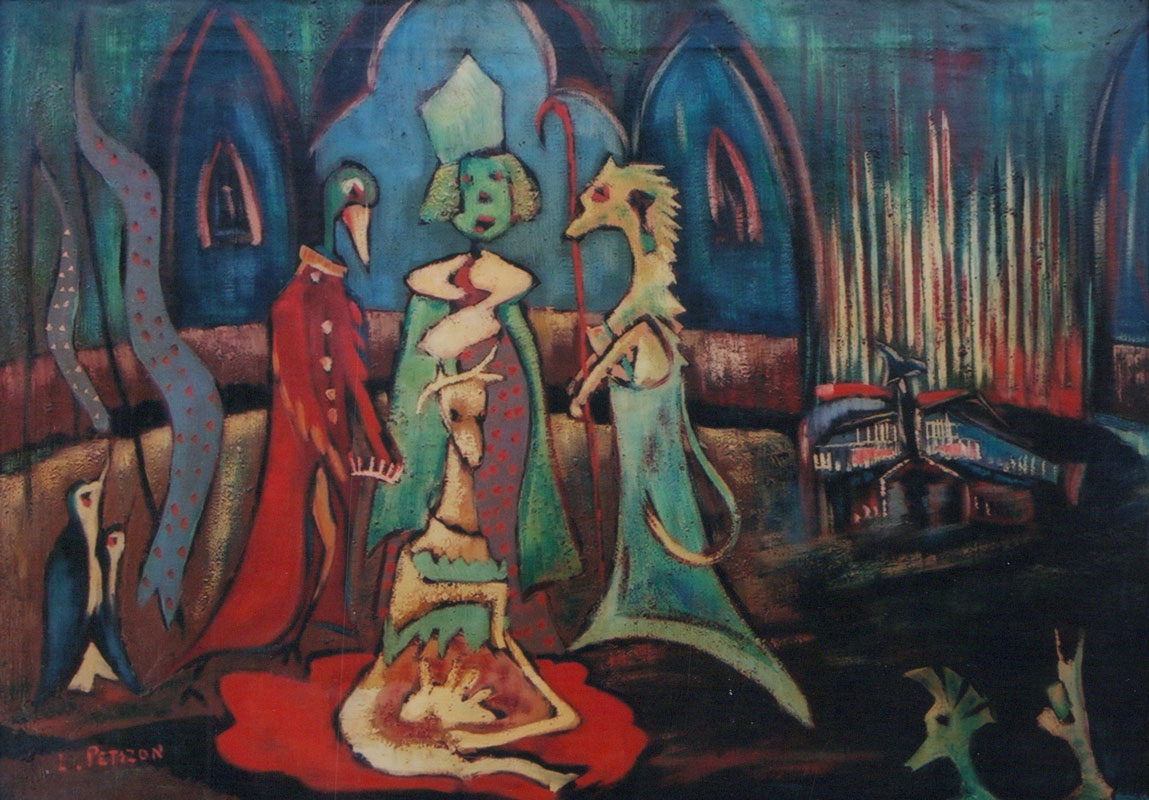
"Le sacre", huile sur toile 1967-1969
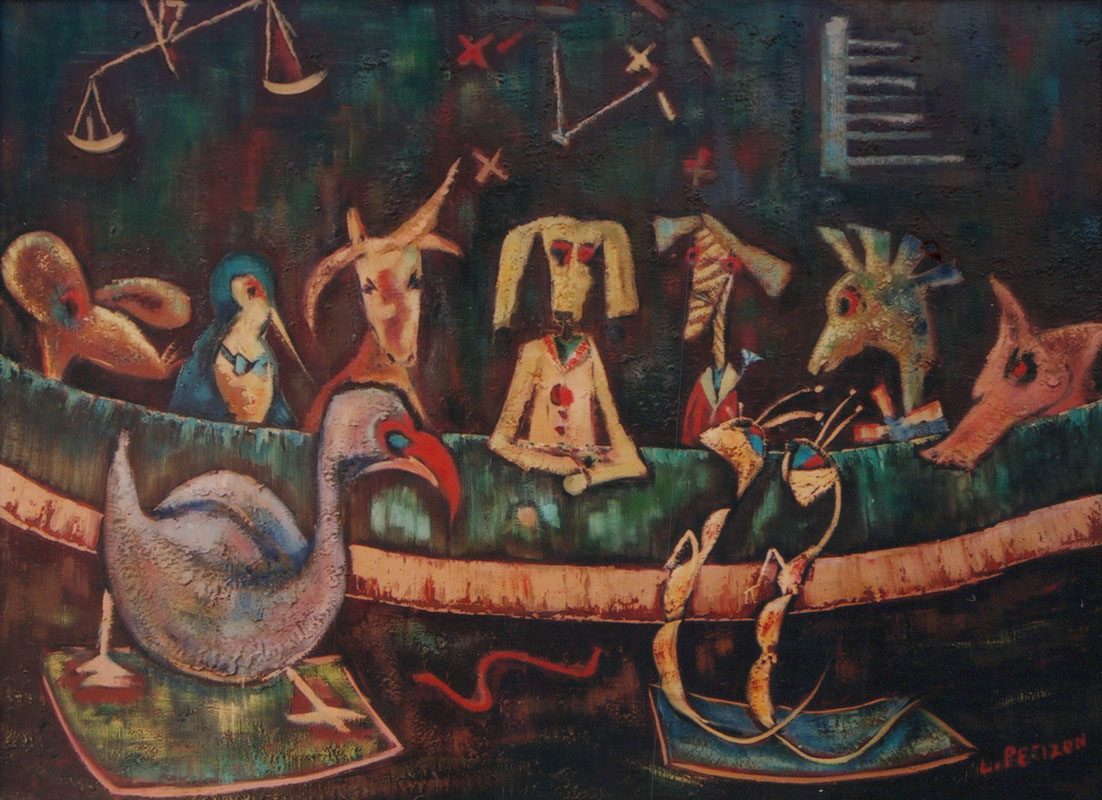
"Au tribunal", huile sur toile 1967-1969
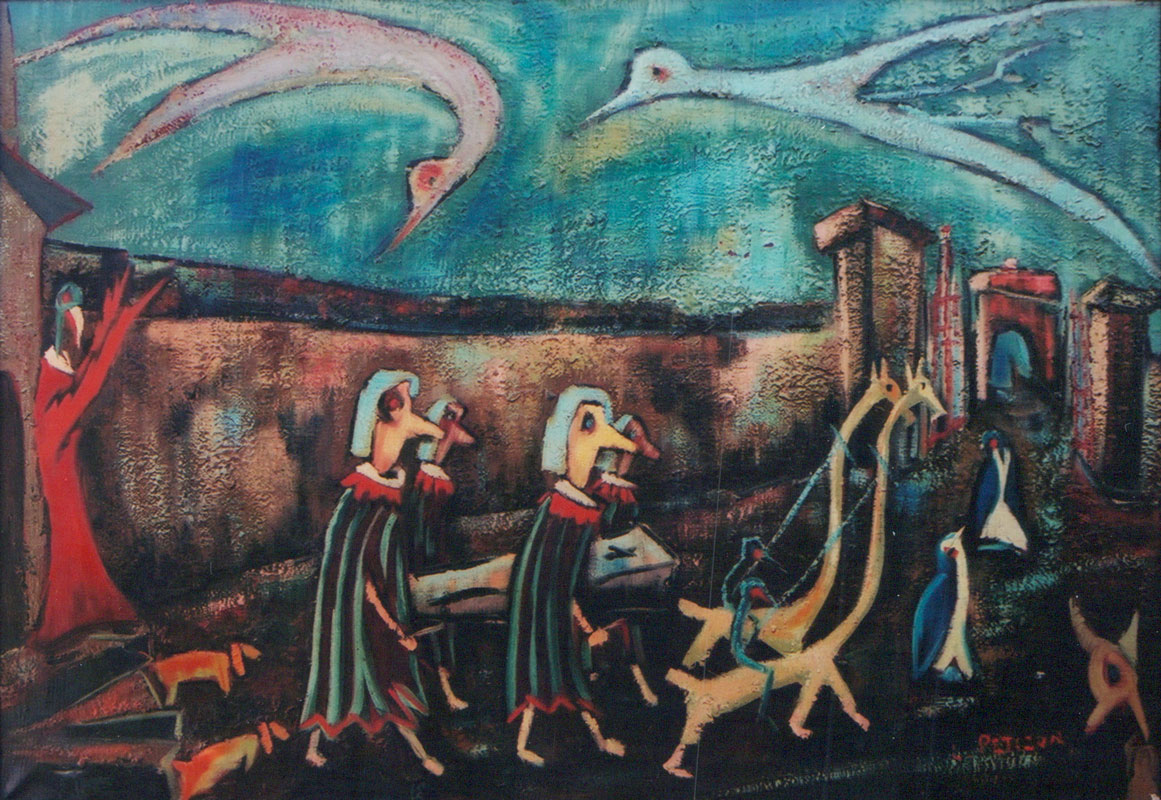
"L'enterrement", huile sur toile 1967-1969

## Collections particulières à l'étranger
Les œuvres de Léon Petizon sont dispersées à travers le monde. Depuis le décès de l'artiste, ses œuvres ont été mises en vente aux amateurs d'art et l'on compte aujourd'hui plusieurs collections particulières situées notamment à l'étranger, dans les pays suivants : Canada, États-Unis, Japon, Allemagne, Autriche, Angleterre, Espagne, Luxembourg, Belgique, Italie et Pays-Bas.

## Œuvres poétiques
Léon Petizon a rédigé plusieurs œuvres poétiques dont on peut retrouver les principales ci-après :
- 1961 : L'Archet du Levant[21], recueil de poème.
- 1963 : Les Contes des Hauts Vallons[22], recueil de contes illustrés par André Fissier - Journaliste et artiste-peintre.
- 1972 : Les Contes du Vent qui dit Tout[23], Disque vinyle 33T.